# Surinamers in België
Met de Surinamers in België worden in België levende Surinamers aangeduid, of Belgen van Surinaamse afkomst.
Het precieze aantal Surinamers in België is ongekend. De Surinaamse gemeenschap in de Belgische hoofdstad is in ieder geval zeer klein: In 2015 stonden slechts twee Surinaamse vrouwen in Brussel ingeschreven (naast een aantal mannen); in 2012 was dit er slechts een. Een deel van de Surinamers in België maakt gebruik van de zogenaamde België-route: zij komen met hun Nederlandse partner even in België wonen om de strengere regels rondom de gezinshereniging in Nederland te omzeilen. Hun verblijf in het land is dus slechts tijdelijk.
Er zijn herhaaldelijk incidenten geweest waarbij Surinamers in België betrokken waren bij drugssmokkel naar het land. Al in 1990-1991 smokkelden een groep Surinamers met banden met het Surinaamse leger cocaïne. Zij gebruikten hiervoor hun eigen luchtvaartmaatschappij, Trans Caribbean Airlines, om de drugs van Paramaribo naar het vliegveld van Oostende te transporteren. In 2013 werden vier mensen, waaronder twee Surinamers, die men ervan verdacht tweewekelijks kleine hoeveelheden cannabis en cocaïne uit Nederland naar België te halen, opgepakt.
In 2015 werd rond Antwerpen een organisatie van vijftien Surinamers die cocaïne naar België smokkelden en daarnaast ecstasy en cannabis doorverkochten, opgerold. In 2016 werden in de buurt van Mol en Balen tien mensen gearresteerd die ervan werden verdacht via Frans-Guyana grote hoeveelheden cocaïne vanuit Suriname naar België te hebben gesmokkeld. Daarnaast werden in het Frans-Guyaanse Cayenne twee bolletjesslikkers opgepakt. De groep bestond uit zowel Surinamers als Nederlanders van Surinaamse afkomst.